# Kościół św. Krzyża w Braniewie
Kościół i Sanktuarium Świętego Krzyża – rzymskokatolicki kościół w parafii św. Krzyża w Braniewie należącej do dekanatu Braniewo archidiecezji warmińskiej. Jeden z rejestrowanych zabytków miasta.
Historia sanktuarium Świętego Krzyża w Braniewie sięga 1625 roku. Wtedy miejscowy malarz – Lorenz (Lorentz, Laurentius) Maaß – namalował obraz przedstawiający Trójcę Świętą. Obraz ten został zawieszony na dębie na przedmieściach Braniewa. Od początku XVII w. Polska toczyła wojny ze Szwecją. W 1626 roku rozpoczęła się kolejna wojna polsko-szwedzka. 9 lipca 1626 żołnierze szwedzcy zauważyli wiszący na drzewie obraz i zaczęli do niego strzelać. Trzy kule trafiły w dzieło, a z dziur po kulach zaczęła wypływać ciecz podobna do krwi.
Wszyscy mieszkańcy uznali to wydarzenie za cud i otoczyli obraz wielką czcią. Lecz obraz ten szybko zaginął. Początkowo mieszkańcy Braniewa sądzili, że cudowny obraz zrabowali Szwedzi, ale było inaczej. W pobliskich Rogitach przebywał książę Władysław (późniejszy król Władysław IV). Pod osłoną nocy wysłał jednego z dowódców, by przy pomocy żołnierzy wykraść obraz i uchronić go przed profanacją ze strony Szwedów. Obraz został następnie wywieziony do Warszawy, do Zamku Królewskiego, gdzie urzędował król Zygmunt III Waza. Tam wizerunek Trójcy Świętej przebywał przez kolejne 40 lat w kaplicy królewskiej, a na widok publiczny wystawiany był tylko raz w roku, z okazji Bożego Ciała. W tym czasie jezuici zaczęli budować w Braniewie kościół. Podczas prac dowiedzieli się o obrazie w Warszawie i zaczęli starać się o jego odzyskanie. O pomoc poprosili byłego kanonika warmińskiego, ówczesnego biskupa kijowskiego Tadeusza Ujejskiego, który z wielu względów ciągle nie mógł sprawować władzy na Ukrainie i przebywał we Fromborku. Miał on wielki wpływ na rodzinę królewską i dzięki niemu obraz po 46 latach powrócił na Warmię. Przez jakiś czas jeszcze przebywał w zamku biskupów w Lidzbarku Warmińskim, nim wyruszył w pielgrzymce do Braniewa. Odwiedził przy tym Dobre Miasto, Ornetę i Pieniężno i 12 października 1672 roku został uroczyście wprowadzony do zbudowanej już drewnianej kaplicy. Ta jednak nie ostała się zbyt długo i spłonęła w pożarze wywołanym przez piorun. Podobny los spotkał wybudowany później drewniany kościół. Jezuici postanowili więc zbudować kościół murowany, który przetrwał do naszych czasów w niemalże nienaruszonym stanie.
W 1722 roku biskup warmiński Teodor Andrzej Potocki wydał zgodę na wybudowanie nowego kościoła murowanego. Kamień węgielny pod świątynię położono w roku następnym, 1 lipca 1723, a nowy kościół został konsekrowany 2 września 1731 roku przez biskupa pomocniczego Michała Remigiusza Łaszewskiego. Budowa kopuły została zakończona dopiero w 1742 roku. Do 1780 roku kościołem opiekowali się jezuici. Potem zakon ten w Prusach Wschodnich został skasowany, a opiekę nad kościołem przejęli księża z kościoła św. Katarzyny Aleksandryjskiej w Braniewie. W 1923 roku opiekę nad świątynią przejęli niemieccy redemptoryści, którzy wybudowali nowy budynek klasztorny (osobny artykuł: klasztor oo. redemptorystów w Braniewie). Wyremontowali oni kościół, a także dobudowali do niego klasztor, który stylem nawiązuje do wcześniejszej świątyni. Po 1945 roku opiekę nad świątynią przejęli polscy redemptoryści. Odbudowali oni zrujnowany klasztor i odnowili kościół. Dzięki dekretowi arcybiskupa metropolity warmińskiego z dnia 9 września 2009 roku kościół otrzymał status Archidiecezjalnego Sanktuarium Krzyża Świętego.
Świątynia w stylu barokowym została wzniesiona na planie krzyża greckiego z kopułą na skrzyżowaniu. Jest to kościół wybudowany z cegły i otynkowany. Jego elewacje są ozdobione niszami, w których znajdują się posągi. Wewnątrz ściany kościoła podzielone są pilastrami podtrzymującymi belkowanie. Na kolebkowych sklepieniach ramion jest umieszczona pozłacana dekoracja sztukatorska, a w czaszy kopuły – polichromia wykonana w 1951 roku. Z lewej i prawej strony prezbiterium są umieszczone dwie zakrystie ze sklepieniami krzyżowymi.

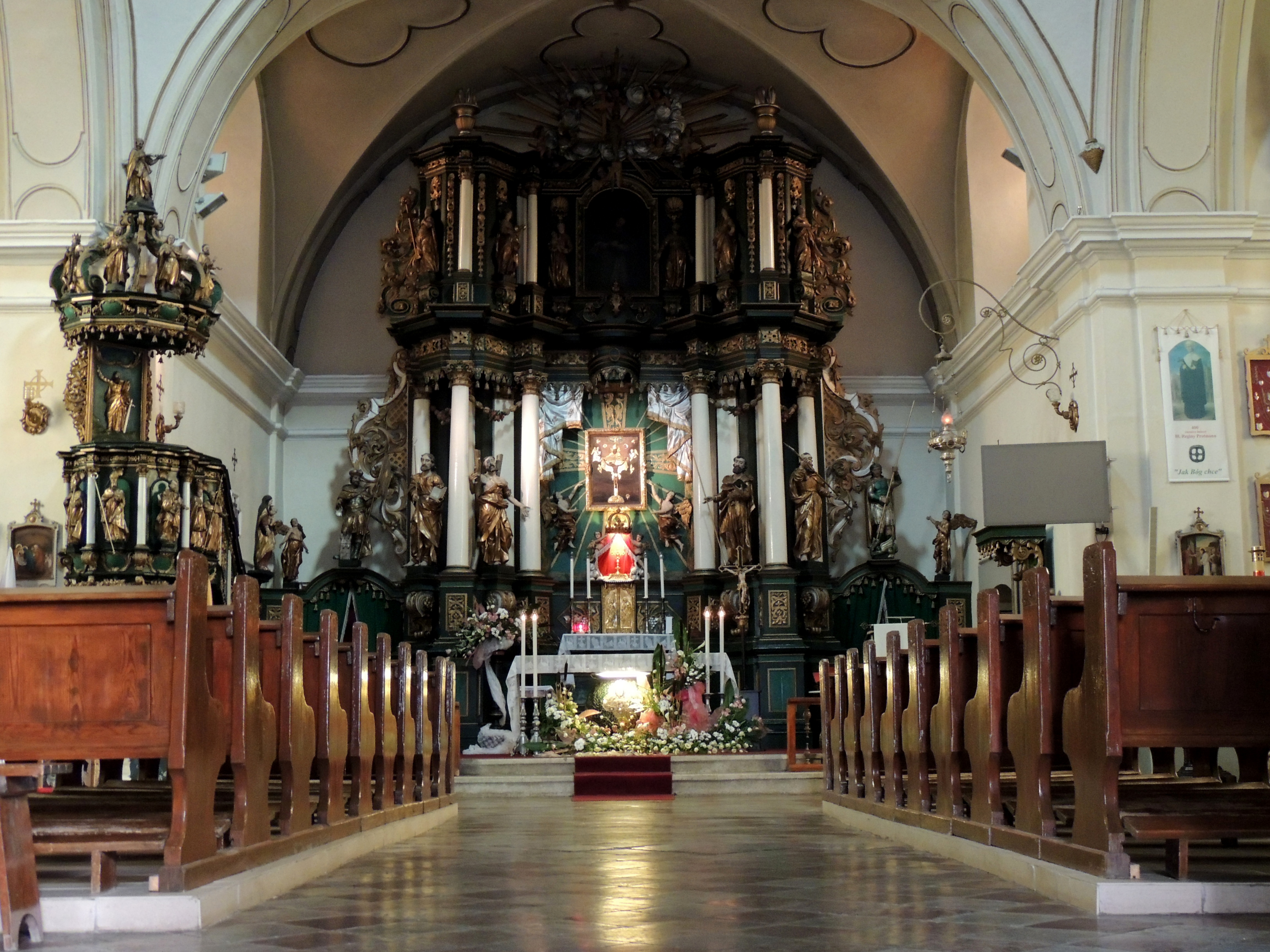
Barokowy wystrój kościoła

Wyposażenie kościoła reprezentuje styl barokowy. Ołtarz główny oraz dwa ołtarze boczne tworzą wewnątrz kompozycyjną i stylistyczną spójność. Wszystkie zostały wykonane w jednym reszelskim warsztacie – Jana Chrystiana Schmidta – i zostały zamówione w tym samym czasie. W ołtarzu głównym z 1738 roku, znajduje się obraz „Tronu Łaski”, pochodzący z 1625 roku. Nieco powyżej jest umieszczony obraz św. Jana Nepomucena, drugiego patrona kościoła. Boczne ołtarze wykonane w pierwszej połowie XVIII wieku są dedykowane Matce Bożej Bolesnej i św. Walentemu. Dużą wartość artystyczną mają również: ambona wykonana w 1745 roku przez Jana Freya, drewniana chrzcielnica w formie kielicha oraz malowidła wykonane na szkle w wewnętrznym portalu, na których są przedstawione: Znalezienie Krzyża Świętego i jego Podwyższenie.